# Нюшкаси
Нюшка́си (рос. Нюшкасы, чув. Нӳшкасси) — присілок у складі Янтіковського району Чувашії, Росія. Входить до складу Алдіаровського сільського поселення.
Населення — 288 осіб (2010; 286 у 2002).
Національний склад:
- чуваші — 97 %